# Grand sceau de la nation navajo

Le Grand sceau de la nation navajo.

Le Grand sceau de la nation navajo est le sceau représentant les Navajos.
Dessiné par John C. Claw, Jr., il a été officiellement adopté par la nation navajo le 18 janvier 1952.

## Description
Le sceau est entouré de 50 pointes de flèches représentant la protection de la nation navajo parmi les 50 États américains (à l'origine, le sceau n'en comptait que 48 ; 2 furent ajoutées lorsque l'Alaska et Hawaï sont devenus des États des États-Unis). Trois lignes concentriques de couleurs rouge, jaune et bleue représentent un arc-en-ciel symbolisant la souveraineté de la nation navajo. En haut du sceau, une ouverture symbolise l'est. En dessous de cette ouverture est représenté le soleil éclairant de l'est les quatre montagnes sacrées, à savoir le pic Blanca représenté en blanc, le mont Taylor en bleu, les pics San Francisco en jaune et le mont Hesperus en noir. Au centre un cheval brun, une vache rouge et un mouton blanc symbolisent le cheptel des Navajos tandis qu'en bas du sceau sont représentés deux plants de maïs, source de subsistance des Navajos.